# Kalcijum-oksid
Kalcijum-oksid (CaO, živi kreč, pečeni kreč) je bela, kaustična, alkalna kristalna materija na sobnoj temperaturi. Ovo hemijsko jedinjenje je u širokoj upotrebi.

## Priprema
Kalcijum oksid se obično formira termičkom dekompozicijom materijala kao što je krečnjak, koji sadrže kalcijum karbonat (CaCO3; mineral kalcita) u krečnjačkim pećima. To ostvaruje zagrevanjem materijala iznad 825 °, procesom kalcinacije ili pečenja kreča. Ovaj proces oslobađa molekul ugljen-dioksida (CO2). Pečeni kreč nije stabilan, i pre hlađenju spontano reaguje sa CO2 iz vazduha. Nakon dovoljno vremena, on će se potpuno konvertovati nazad u kalcijum karbonat.

## Upotreba
Živi kreč ima relativno malu cenu. On i njegov derivat (kalcijum-hidroksid) su značajne hemikalije. Živi kreč proizvodi toplotnu energiju tokom formiranja hidrata:

## Spoljašnje veze
- Geološka istraživanja Архивирано на веб-сајту  (14. мај 2017)
- Faktori kvaliteta kreča